# Représentation galoisienne
La théorie des représentations galoisiennes est l'application naturelle de la théorie des représentations à la théorie algébrique des nombres. Un module galoisien est un module sur lequel agit un groupe de Galois G. Ces modules seront par exemple des groupes d'unités, des groupes des classes, ou des groupes de Galois eux-mêmes.

## Base normale d'entiers
En théorie algébrique des nombres classique, soit L une extension galoisienne d'un corps de nombres K, et soit G le groupe de Galois correspondant. Alors l'anneau OL des entiers de L peut être considéré comme un OK[G]-module. Le théorème de la base normale assure que L est un K[G]-module libre de rang 1 ; c'est un résultat de théorie des corps. La question arithmétique analogue peut donc s'énoncer : OL est-il un OK[G]-module de rang 1 ? C'est la question de l'existence d'une base normale d'entiers, c'est-à-dire d'un élément de OL dont les conjugués sous G donnent une OK-base de OL. Cette question se pose particulièrement dans le cas où K est le corps ℚ des nombres rationnels. 
Tous les sous-corps de certains corps cyclotomiques, les ℚ(ζp) où ζp est une racine p-ième de l'unité pour p un nombre premier, ont des bases normales d'entiers (sur ℤ) ; ceci se déduit de la théorie des périodes de Gauss. En revanche, le corps de Gauss ℚ(i) n'en admet pas. En fait, ces exemples s'inscrivent dans le cadre plus général d'une condition nécessaire trouvée par la mathématicienne Emmy Noether[réf. nécessaire] : en prenant K = ℚ, le  théorème de Hilbert-Speiser établit que le fait que la ramification soit modérée est nécessaire et suffisant pour que OL soit un module projectif sur ℤ[G]. C'est par conséquent une condition nécessaire pour qu'il soit un module libre. Cela laisse en suspens la question de la différence entre libre et projectif, pour lequel beaucoup de travail a maintenant été fait.

## Cohomologie étale
Dans le cas d'un groupe G profini, c'est-à-dire si G est groupe de Galois d'une extension finie comme infinie, il existe une grande quantité de G-modules disponibles en théorie de la cohomologie étale. Une découverte de base des années 1960 montre que de tels modules sont en général aussi non triviaux que possible, de sorte que la théorie est assez riche.